# Bürglen, Uri
Bürglen är en ort och kommun i kantonen Uri, Schweiz. Kommunen hade 3 853 invånare (2023).